# Alita Alytus
Alita war ein Basketballverein in Alytus, der sechstgrößten Stadt Litauens. Er spielte in  LKL und war zeitweilig auch in der Baltic Basketball League (BBL) vertreten. Alita wurde 1995 gegründet und existierte bis 2006. Im Club spielten Darjuš Lavrinovič und Kšyštof Lavrinovič.

## Erfolge

### LKL
- 1995–1996  – 9. Platz
- 1996–1997  – 6. Platz
- 1997–1998  – 8. Platz
- 1998–1999  – 6. Platz
- 1999–2000  – 5. Platz
- 2000–2001  – 4. Platz
- 2001–2002  – 3. Platz
- 2002–2003  – 3. Platz
- 2003–2004  – 6. Platz
- 2004–2005  – 7. Platz
- 2005–2006  – 7. Platz

### BBL
- 2004–2005  - 2. Platz (Challenge Cup)